# Élections législatives de 1946 dans l'Aisne
Les élections législatives françaises de 1946 se déroulent le 10 novembre. 
- Scrutin : représentation proportionnelle suivant la règle de la plus forte moyenne dans le département, sans panachage.

Le vote préférentiel est admis. 
Il y a 627 sièges à pourvoir.
Dans le département de l'Aisne, six députés sont à élire.

## Élus
| Député sortant             |  | Parti | Député élu ou réélu        |  | Parti |
| -------------------------- |  | ----- | -------------------------- |  | ----- |
| Adrien Renard              |  | PCF   | Adrien Renard              |  | PCF   |
| René Thuillier             |  | PCF   | René Thuillier             |  | PCF   |
| Paulette Charbonnel-Duteil |  | PCF   | Paulette Charbonnel-Duteil |  | PCF   |
| Marcel Levindrey           |  | SFIO  | Marcel Levindrey           |  | SFIO  |
| Henri Hulin                |  | MRP   | Henri Hulin                |  | MRP   |
| Charles Desjardins         |  | PRL   | Charles Desjardins         |  | PRL   |

## Candidats
Cin listes s'opposent durant cette élection : 
- la liste communiste et d'union républicaine et résistante pour le PCF, menée par Adrien Renard, député sortant ;
- la liste du parti socialiste pour la SFIO, menée par Marcel Levindrey, député sortant, président du conseil général de l'Aisne et maire de Laon ;
- la liste de Rassemblement des gauches républicaines pour le RGR, menée par Georges Monnet, ancien ministre ;
- la liste du Mouvement républicain populaire pour le MRP, menée par Henri Hulin, député sortant ;
- la liste de Rassemblement gaulliste pour le PRL, le parti agraire et les gaullistes, menée par Charles Desjardins, député sortant et ancien sénateur.

### Parti communiste français
| N° | Candidats | Candidats                  | Parti | Principales fonctions                                          |
| -- | --------- | -------------------------- | ----- | -------------------------------------------------------------- |
| 01 |           | Adrien Renard              | PCF   | Député sortant, ouvrier textile                                |
| 02 |           | René Thuillier             | PCF   | Député sortant, employé de commerce                            |
| 03 |           | Paulette Charbonnel-Duteil | PCF   | Députée sortante, maire-adjointe de Condé-en-Brie, professeure |
| 04 |           | Raoul Sauer                | PCF   | Conseiller général de Guise, douanier                          |
| 05 |           | Emile Gente                | PCF   | Employé de chemin de fer                                       |
| 06 |           | Paul Doloy                 | PCF   | Ajusteur à la SNCF                                             |

### Section française de l'Internationale ouvrière
| N° | Candidats | Candidats        | Parti | Principales fonctions                                                                                      |
| -- | --------- | ---------------- | ----- | --- |
| 01 |           | Marcel Levindrey | SFIO  | Député sortant, président du conseil général de l'Aisne, maire de Laon, inspecteur des Assurances sociales |
| 02 |           | Marcel Bugain    | SFIO  | Ancien député, directeur d'école                                                                           |
| 03 |           | Raymond Fischer  | SFIO  | Vice-président du conseil général de l'Aisne, architecte                                                   |
| 04 |           | Yvonne Curtil    | SFIO  | Conseiller général de Craonne, maire de Corbeny, négociante en vin                                         |
| 05 |           | Jacques Bachy    | SFIO  | Conseiller général de Vervins, avocat                                                                      |
| 06 |           | Marcel Bulart    | SFIO  | Conseiller général de Soissons, chirurgien                                                                 |

### Rassemblement des gauches républicaines
| N° | Candidats | Candidats          | Parti | Principales fonctions                                                                                                |
| -- | --------- | ------------------ | ----- | --- |
| 01 |           | Georges Monnet     | RGR   | Ancien ministre, ancien député, conseiller général d'Oulchy-le-Château, conseiller de l'Union française, agriculteur |
| 02 |           | Jean Clavier       | RGR   | Conseiller juridique                                                                                                 |
| 03 |           | René Raffard       | RGR   | Dessinateur métallurgiste                                                                                            |
| 04 |           | Henri Lamarre      | RGR   | Conseiller général de Condé-en-Brie, négociant                                                                       |
| 05 |           | Geneviève Lhermier | RGR   | Professeure |
| 06 |           | Jean Soilleux      | RGR   | Notaire |

### Mouvement républicain populaire
| N° | Candidats | Candidats          | Parti | Principales fonctions                               |
| -- | --------- | ------------------ | ----- | --------------------------------------------------- |
| 01 |           | Henri Hulin        | MRP   | Député sortant, employé SNCF                        |
| 02 |           | Gilbert Loiseau    | MRP   | Comptable                                           |
| 03 |           | Raymonde Auffroy   | MRP   | Commerçante                                         |
| 04 |           | Jean-Marie Lemaire | MRP   | Conseiller municipal de Dagny-Lambercy, cultivateur |
| 05 |           | René Patry         | MRP   | Maire-adjoint de Villers-Cotterêts, assureur        |
| 06 |           | Pierre Choquart    | MRP   | Professeur                                          |

### Rassemblement gaulliste
| N° | Candidats | Candidats          | Parti     | Principales fonctions                                     |
| -- | --------- | ------------------ | --------- | --------------------------------------------------------- |
| 01 |           | Charles Desjardins | PRL       | Député sortant, ancien sénateur, avocat                   |
| 02 |           | Jean Milcent       | Gaulliste | Homme de lettres                                          |
| 03 |           | Louis Ternynck     | PRL       | Conseiller général de Chauny, industriel                  |
| 04 |           | Henri Chaigne      | Gaulliste | Maire-adjoint du Nouvion-en-Thiérache, pharmacien         |
| 05 |           | Hélène Clerc       | Gaulliste | Sans profession                                           |
| 06 |           | Achille Bouxin     | PPUS      | Ancien conseiller général de Sissonne, ancien cultivateur |

## Résultats

### Résultats à l'échelle du département
| Parti          | Parti          | Tête de liste      | Résultats | Résultats | Résultats |
| Parti          | Parti          | Tête de liste      | Voix      | %         | Sièges    |
| -------------- | -------------- | ------------------ | --------- | --------- | --------- |
|                | PCF            | Adrien Renard      | 82 551    | 38,18     | 3         |
|                | MRP            | Henri Hulin        | 44 718    | 20,68     | 1         |
|                | SFIO           | Marcel Levindrey   | 38 053    | 17,60     | 1         |
|                | PRL            | Charles Desjardins | 28 337    | 13,11     | 1         |
|                | RGR            | Georges Monnet     | 22 547    | 10,43     | 0         |
|                |                |                    |           |           |           |
| Exprimés       | Exprimés       | Exprimés           | 216 206   | 98,38     |           |
| Blancs et nuls | Blancs et nuls | Blancs et nuls     | 3 556     | 1,62      |           |
| Total          | Total          | Total              | 219 765   | 81,21     |           |
| Abstention     | Abstention     | Abstention         | 50 845    | 18,79     |           |
| Inscrits       | Inscrits       | Inscrits           | 270 610   | 100,00    |           |